# Arry (Moselle)
Arry település Franciaországban, Moselle megyében. Lakosainak száma 532 fő (2022. január 1.). Arry Arnaville, Pagny-sur-Moselle, Vittonville, Corny-sur-Moselle, Lorry-Mardigny, Marieulles és Novéant-sur-Moselle községekkel határos.

## Népesség
A település népességének változása:
| Lakosok száma | 324  | 358  | 350  | 456  | 541  | 536  | 554  | 565  | 562  | 532  |
|               | 1968 | 1982 | 1990 | 2006 | 2013 | 2015 | 2017 | 2019 | 2020 | 2022 |